# ژان فرانسوا ریشه
ژان فرانسوا ریشه (فرانسوی: Jean-François Richet‎؛ زادهٔ ۲ ژوئیهٔ ۱۹۶۶) کارگردان و فیلم‌نامه‌نویس اهل فرانسه است.

## آثار کارگردانی
- وضعیت بازی (۱۹۹۵)
- شهر فرو خواهد ریخت (۱۹۹۷)
- حمله به کلانتری ۱۳ (۲۰۰۵)
- غریزه جنایت (۲۰۰۸)
- لحظه‌ای جنون (۲۰۱۵)
- پدر هم‌خون (۲۰۱۶)
- امپراطوری از پاریس (۲۰۱۸)
- هواپیما (۲۰۲۳)
- شورش (۲۰۲۵)